# Robin Hunicke

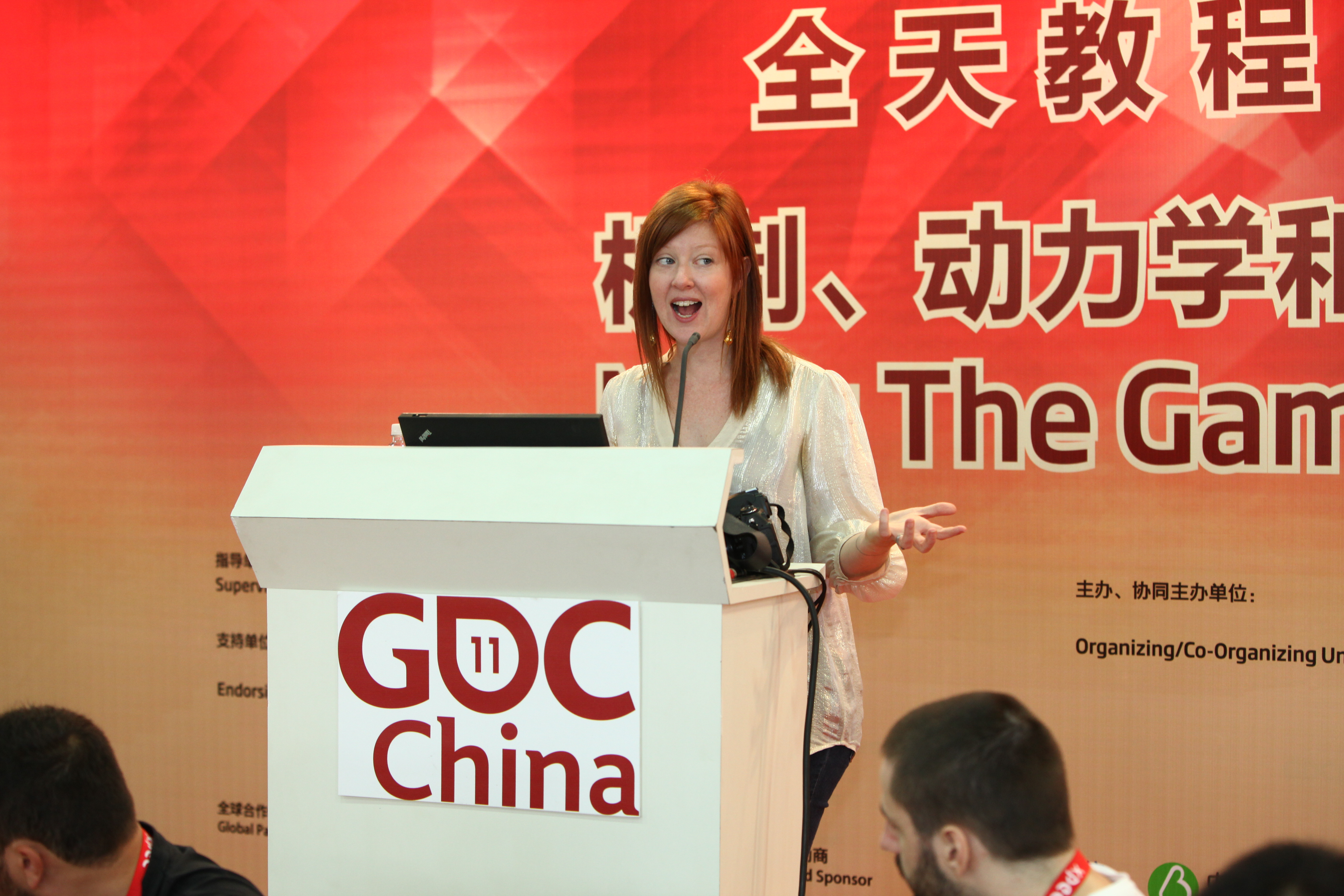
Robin Hunicke khi thuyết trình tại Hội nghị Phát triển Trò chơi (Game Developers Conference) tại Trung Quốc năm 2011

Robin Hunicke (sinh ngày 15 tháng 3 năm 1973) là một nhà thiết kế và nhà sản xuất trò chơi video người Mỹ, và cũng là giáo sư về thiết kế game tại Đại học California tại Santa Cruz, và đồng sáng lập của công ty Funomena.
Hunicke được công nhận trong ngành công nghiệp trò chơi bởi vì vai trò hỗ trợ của cô trong việc phát triển Trò chơi điện tử độc lập (Indie game), những thử nghiệm trong thiết kế trò chơi, nghiên cứu Dynamic game difficulty balancing (điều chỉnh độ khó trong trò chơi năng động), và sự vận động phụ nữ tham gia vào các ngành công nghiệp game.

## Học vấn
Hunicke sinh ngày 15 tháng 3 năm 1973 tại Albany, New York. Cô có bằng Cử nhân nghệ thuật (Bachelor of Arts) từ Đại học Chicago và hoàn thành học vị tiến sĩ về Trí tuệ nhân tạo, tập trung vào trò chơi điện tử và thiết kế trò chơi từ Đại học Northwestern.

## Sự nghiệp
Hunicke bắt đầu sự nghiệp của mình tại Electronic Arts, nơi cô góp phần thiết kế The Sims 2 và sau đó làm việc trên nhiều trò chơi bao gồm MySims (phiên bản mở rộng của The Sims cho Nintendo Wii và thiết bị di động), như là Trưởng ban thiết kế và Boom Blox và phần tiếp theo như là nhà sản xuất.
Sau khi rời EA, cô làm việc tại thatgamecompany nơi cô sản xuất trò chơi Journey, một trò chơi hợp tác trực tuyến cho PlayStation 3. Sau khi hoàn thành, Hunicke tham gia Tiny Speck để phát triển các MMORPG (Trò chơi nhập vai trực tuyến nhiều người chơi) như Glitch, làm việc chung với tác giả Katamari Damacy và Keita Takahashi.
Hunicke góp phần vào các hội nghị ngành công nghiệp video game và các sự kiện trong suốt cả năm. Cô là một nhà tổ chức của Game Design Workshop hàng năm tại Hội nghị các nhà phát triển trò chơi (Game Developer's Conference), nơi cô dạy với các nhà thiết kế Church Doug, Marc LeBlanc, Frank Lantz, Stone Librande, Clint Hocking và những người khác.
Hunicke cũng là nhà tổ chức của IndieCade, một lễ hội hàng năm dành cho phát triển game độc lập, và là một thành viên sáng lập của Hiệp hội phát triển Game quốc tế (International Game Developers Association - IGDA), tham gia Global Game Jam, giảng dạy tại Đại học California, và là một giám kháo tại Liên hoan Trò chơi Độc Lập (Independent Games Festival).

## Giải thưởng và công nhận
Ngày 21 tháng 5 năm 2008, Hunicke được chọn trong "Gamasutra 20" của Gamasutra, "vinh danh 20 phụ nữ hoạt động trong ngành công nghiệp trò chơi video". Trong năm 2009, Microsoft trao Hunicke Giải thưởng Phụ nữ thiết kế trò chơi (Women in Gaming Award for Design). Cô cũng được chọn trong danh sách Hot 100 nhà phát triển game năm 2009 (Hot 100 Game Developers of 2009 list) của tạp chí Edge.
Cho đến nay, với các chức danh khác nhau Hunicke đã giành được rất nhiều giải thưởng, như "Giải thưởng sáng tạo trực tuyến" cho Journey tại Game Developers Choice Awards Online và một giải BAFTA về "Best Casual Game of 2008" cho Boom Blox.